# Strage di Castel Volturno
La strage di Castel Volturno (detta anche strage di San Gennaro) è stato un fatto di sangue causato dalla camorra a opera della fazione del Clan dei Casalesi facente riferimento al boss stragista Giuseppe Setola, avvenuta la sera di giovedì 18 settembre 2008, che ha portato alla morte del pregiudicato Antonio Celiento (gestore di una sala giochi di Baia Verde, frazione di Castel Volturno, sospettato di essere un informatore delle forze dell'ordine) e di sei immigrati africani, vittime innocenti della strage, in due blitz distinti da parte dello stesso gruppo di fuoco, avvenuti a mezz'ora di distanza l'uno dall'altro.
Gli immigrati africani si chiamavano Kwame Antwi Julius Francis, Affun Yeboa Eric, Christopher Adams del Ghana, El Hadji Ababa e Samuel Kwako del Togo e Jeemes Alex della Liberia e si trovavano presso la sartoria Ob Ob Exotic Fashion a Lago Patria, altra frazione di Castel Volturno. Dagli accertamenti effettuati dagli inquirenti, successivamente alla strage, è emerso che nessuno degli immigrati (tutti giovanissimi, il più vecchio aveva poco più di trent'anni) era coinvolto in attività di tipo criminale e che nessuno di loro era legato alla camorra locale né alla cosiddetta "mafia nigeriana", la quale, poco lontano da lì, all'ex hotel Zagarella, gestisce la piazza dello spaccio e il giro di prostituzione di ragazze africane per conto della potente camorra locale.
Il massacro degli immigrati, attuato con modalità inedite, causò il giorno successivo una sommossa della comunità immigrata contro la criminalità organizzata e contro le autorità, chiedendo che gli assassini venissero assicurati alla giustizia, un episodio unico nell'intera storia d'Italia. Per fronteggiare la delicata situazione che si era determinata furono immediatamente predisposti dei provvedimenti urgenti varati dal Ministero dell'Interno e dal Ministero della Difesa sulla lotta alla criminalità organizzata casertana e all'immigrazione clandestina.
Uno degli immigrati che si trovavano all'interno della sartoria, Joseph Ayimbora, un cittadino ghanese che abitava a Castel Volturno da otto anni, sopravvissuto fingendosi morto, nonostante la mitragliata di colpi che lo aveva centrato alle gambe e all'addome, riuscì ad avere il tempo di guardare in faccia chi gli aveva sparato e altre due persone. In seguito la sua testimonianza è stata decisiva per riconoscere gli autori della strage. Joseph Ayimbora è poi anch'egli deceduto a causa di un aneurisma cerebrale nel febbraio 2012.

## Il precedente della Strage di Pescopagano del 1990
La Strage di Castel Volturno ha un precedente, per la sua efferatezza, con la strage di Pescopagano avvenuta il 24 aprile 1990 davanti al bar "Centro" della piccola frazione del comune di Mondragone. Nell'agguato al bar "Centro" morirono due persone, Naj Man Fiugy e Alfonso Romano, e sei rimasero ferite. Subito dopo il gruppo di fuoco uccise tre stranieri: Haroub Saidi Ally, Ally Khalifan Khanshi, Hamdy Salim, a bordo di una Fiat 127 parcheggiata vicino all'esercizio commerciale, e ferì il quarto occupante della vettura.
Tra i morti e i feriti anche due innocenti: Alfonso Romano, un imbianchino che stava bevendo una birra e che nei giorni precedenti, comparso in un filmato della Rai, aveva chiesto la testa degli extracomunitari; un ragazzo di 14 anni, Francesco Bocchetti, ferito gravemente alla spina dorsale e poi rimasto paralizzato. Si era trattenuto al bar per tenere compagnia al padre, il gestore del locale.
La mattanza fu causata dall'obiettivo di bloccare per conto del boss Antonio Bardellino la vendita di droga nella zona tra Castel Volturno e Mondragone, da un conflitto interno tra le due principali organizzazioni malavitose del posto, il clan La Torre che gestiva da anni l'intero territorio e i casalesi.

## Preludio della strage
Esattamente un mese prima della violenta strage si era già verificato un grave episodio di intimidazione ai danni dei cittadini stranieri di Castel Volturno. Il 18 agosto 2008, intorno alle 19.10, un commando di camorra, composto da motociclisti su due moto coi volti protetti da caschi integrali e un furgone Fiat Scudo, sparò diversi colpi di Kalašnikov contro la sede dell'Associazione Nigeriana Campana, in Via Cesare Battisti nr. 1 di Castel Volturno, dove erano riunite 14 persone, tra cui 4 bambini, rimasti illesi solo perché giocavano all'interno della casa.
L'obiettivo dell'agguato, il presidente dell'associazione Teddy Egonwman, mediatore culturale e interprete per la Polizia di Stato, si batte da anni contro il racket della prostituzione e della droga che coinvolge una parte della comunità nigeriana di Castel Volturno, e i cui boss sono agli ordini dei casalesi, secondo un patto nato poco dopo la strage di Pescopagano e che vede camorristi e mafiosi nigeriani vivere in parallelo sul litorale domizio con scambio di armi, garanzia della vigilanza per le case dei latitanti, la "tassa" pagata ai casalesi sul giro di affari di droga e prostituzione, la gestione dei "money transfer".
Dagli esami balistici condotti nei laboratori della Polizia scientifica, successivamente alla strage di Castel Volturno, è emerso che il fucile Kalašnikov usato nell'agguato del 18 agosto, in cui furono ferite cinque persone, compresi Teddy Egonwman e sua moglie Alice, è lo stesso del massacro del 18 settembre.
L'agguato causò il ferimento di 6 persone, tra cui una donna, alcune delle quali in modo grave avendo riportato ferite al capo o al torace, circostanza questa che non lasciava dubbi sui propositi stragisti e omicidiari degli autori.
Nell'occasione venivano impiegate tre armi diverse, come è risultato dal rinvenimento di 24 bossoli riconducibili a un fucile mitragliatore Kalašnikov, e altri 4 esplosi da due diverse pistole, una calibro 9x21mm, l'altra calibro .40".
Nella ricostruzione effettuata dagli investigatori della Squadra Mobile è stato possibile ricostruire anche il ruolo dei protagonisti: Granato Davide impugnava la pistola calibro .40"; Setola Giuseppe, disceso dal furgone Fiat guidato da Alluce Antonio, utilizzò il Kalašnikov sparando dopo avere appoggiato il mitra sulla inferriata del cancello, Letizia Giovanni, armato della pistola cal. 9x21mm, entrò all'interno del cortile. Le armi di Setola e Letizia dopo le prime raffiche si incepparono, circostanza che impedì che il gruppo attuasse il proposito di entrare nell'appartamento e uccidere i presenti, circostanza, questa, confermata da Oreste Spagnuolo che rivestiva un ruolo di copertura.

## La strage
La strage di Castel Volturno, perpetrata con modalità inedite e con un impressionante volume di fuoco, fu tale da portare la magistratura a individuare, oltre all'aggravante di avere agito con metodo mafioso e della finalità di agevolare l'associazione mafiosa denominata clan dei casalesi, anche l'aggravante di avere agito con finalità di discriminazione e odio razziale, poiché le stragi indicavano un odio indiscriminato del gruppo di Setola fondato su un pregiudizio di razza, in base al quale si voleva assoggettare l'intera comunità nera alla volontà del clan.
Altro aspetto inedito del processo è stata l'aggravante, individuata dal Gip, della finalità terroristica della strage, finalizzata a destare il panico e incutere terrore nella collettività, attraverso un'azione violenta, indiscriminata e volutamente eclatante, con l'obiettivo di minare la fiducia della cittadinanza nello Stato e indebolirne così le strutture: l'intera comunità di immigrati di colore doveva sapere che qualsiasi cosa, lecita o illecita, essa facesse sul territorio necessitava dell'autorizzazione del clan e doveva sottostare al versamento di una tangente.
Antonio Celiento, gestore di una sala giochi in via Giorgio Vasari a Baia Verde, con precedenti penali per furto e rapina e affiliato al clan dei Casalesi, è stato colpito verso le ore 21 da una sessantina di proiettili davanti al suo esercizio; ricoverato d'urgenza presso la clinica Pineta Verde, è morto poco dopo.
Dopo l'agguato contro Celiento, il commando omicida, a distanza di venti minuti dal primo episodio, raggiunge la sartoria Ob. Ob. Exotic Fashions, al civico 1083 della Strada statale Domitiana in località Lago Patria. Sei cittadini ghanesi, che si trovavano all'interno o nei pressi della sartoria, rimangono vittime di un impressionante volume di fuoco esploso, come verrà poi accertato, da almeno sette armi di modello e calibro diverso. Sul luogo dell'accaduto sono stati infatti repertati ben 125 bossoli riconducibili a due armi calibro 7,62x39mm, le munizioni dell'AK-47 (cosiddetto Kalašnikov), una pistola mitragliatrice calibro 9x19mm (Parabellum), 4 pistole semiautomatiche (due in 9x19mm, una calibro 9x21mm e una calibro 9x17mm).
Il raid stragista, secondo la ricostruzione della Polizia durò meno di trenta secondi. Anche in questo caso gli investigatori hanno potuto ricostruire la dinamica e il ruolo degli stragisti: Alessandro Cirillo era l'autista della Fiat Punto, Davide Granato utilizzava una pistola semiautomatica 9x21, Giovanni Letizia impugnava una pistola mitragliatrice e una semiautomatica, Giuseppe Setola uno dei Kalašnikov, mentre il secondo era imbracciato da Oreste Spagnuolo.
I tre principali responsabili della strage sono stati inchiodati da foto segnaletiche dei carabinieri mostrate all'unico sopravvissuto, il ghanese Joseph Ayimbora, durante il ricovero in ospedale. Dalla sua testimonianza è emerso che i sicari indossavano divise della polizia.

## Le vittime della Strage
- Antonio Celiento: titolare di una sala giochi a Baia Verde, era un pregiudicato ed affiliato al clan dei casalesi, ucciso perché ritenuto un informatore delle forze dell'ordine.
- Kwame Antwi Julius Francis: nato in Ghana, era fuggito dal suo Paese nel 2002. Francis aveva formalizzato la sua domanda di asilo a Crotone e poi si era trasferito a Castel Volturno, ottenendo dopo diversi anni la "Protezione Umanitaria". Lavorava come muratore e piastrellista e si era iscritto a un corso di formazione per apprendere il mestiere di saldatore. Viveva in un appartamento situato sopra la sartoria dove è avvenuta la strage ed era sceso in strada perché Eric, un'altra delle vittime, lo aveva chiamato: aveva un lavoro da offrirgli come muratore.
- Affun Yeboa Eric: il suo cadavere è stato ritrovato riverso al volante della sua auto, parcheggiata davanti alla sartoria. Eric era in Italia dal 2004, proveniva dal Ghana ed era sprovvisto di permesso di soggiorno. Da poco tempo si era trasferito a Castel Volturno, dove aveva iniziato a lavorare come carrozziere.
- El Hadji Ababa: veniva dal Togo e gestiva la sartoria Ob Ob Exotic Fashions. Il suo corpo è stato ritrovato senza vita accasciato sulla macchina per cucire.
- Jeemes Alex: cittadino liberiano, lavorava saltuariamente come muratore ma non rifiutava di lavorare nelle campagne.
- Samuel Kwako: veniva dal Togo, faceva il muratore ma, come Alex, anche lui non rifiutava di lavorare nelle campagne.
- Christopher Adams: aveva 28 anni ed era ghanese. Era in Italia dal 2002 e aveva ottenuto il permesso di soggiorno per protezione umanitaria. Adams faceva il barbiere a Napoli.
- Joseph Ayimbora: di origine ghanese, fu l'unico sopravvissuto alla strage, nonostante le gravi ferite alle gambe e all'addome. La collaborazione di Ayimbora, che si è salvato fingendosi morto, con le forze dell'ordine e gli inquirenti è stata determinante per la ricostruzione dei fatti e l'individuazione degli assassini.[17] A seguito della strage rimase invalido, tanto da essere costretto all'uso delle stampelle per poter camminare, essendo stato pesantemente attinto da numerosi proiettili ad entrambe le gambe; è morto nel febbraio del 2012 per un aneurisma.[18]

## La rivolta
L'indomani della strage, il 19 settembre, centinaia di extracomunitari, connazionali delle vittime uccise la notte, scatenarono una rivolta popolare a cui partecipò gran parte dell'intera comunità africana di Castel Volturno. Lo scrittore Roberto Saviano definì quella rivolta spontanea un atto di coraggio degli immigrati dopo che nei mesi precedenti erano stati uccisi innocenti italiani, senza che nessuno si fosse ribellato.
Nelle prime ore del pomeriggio, centinaia di immigrati diedero vita a un corteo di protesta che si avviò lungo la Domiziana, proseguendo per 10 chilometri. Gli africani bloccarono e intasarono il traffico autostradale per ore, rovesciando e incendiando cassonetti dell'immondizia, ribaltando e danneggiando con bastoni e clavi le automobili parcheggiate, e inoltre distrussero alcuni esercizi commerciali e attaccarono due autobus del comune causandone il fermo e l'uscita forzata dei passeggeri. Il sindaco di Castel Volturno, Francesco Nuzzo, e la prefettura di Caserta organizzarono durante la giornata un incontro con alcuni membri di spicco della comunità di origine africana riportando la calma.
La violenza scatenata provocò notevole tensione anche nella comunità italiana, tanto che si è temuta qualche ritorsione verso gli africani. L'inaspettata guerriglia urbana scatenata dalla comunità africana e l'escalation di violenza portata dal clan dei Casalesi nel Casertano hanno determinato la creazione di una commissione straordinaria al Viminale il 20 settembre, con la presenza del Ministro dell'interno, Roberto Maroni, il capo della polizia, Antonio Manganelli e altre personalità politiche e militari, e il conseguente invio di 400 agenti speciali e investigatori per il controllo della sicurezza al fine di evitare future stragi:
Sarà infine sottoposta dal ministro dell’Interno al Consiglio dei ministri l’ipotesi di rendere più flessibile l’utilizzo dei militari non solo per le aree urbane, ma anche per altre zone critiche, previa valutazione del Comitato nazionale per l’ordine e la sicurezza pubblica.»
(Rapporto finale della commissione sui fatti di Castel Volturno.)

## Ipotesi sulle motivazioni della strage
Sulle ragioni che hanno portato il gruppo scissionista di Setola a compiere il massacro sono state fatte diverse ipotesi. Le prime spiegazioni hanno ipotizzato un regolamento di conti interno al clan dei casalesi, volto al controllo del mercato della droga e della prostituzione, gestito dalla mafia nigeriana per conto della camorra. Tale ipotesi è stata però smentita dalle indagini giudiziarie, le quali hanno accertato l'estraneità delle vittime africane rispetto ai traffici illeciti.
Una delle ipotesi formulate successivamente alla strage, proposta da Roberto Saviano, autore del best seller Gomorra, e da Franco Roberti, Procuratore aggiunto e capo della Direzione Distrettuale Antimafia di Napoli, ricondurrebbe invece l'episodio a un messaggio che la camorra ha voluto dare alle comunità immigrate africane in vista dei progetti di riqualificazione del litorale domizio - un affare da diverse decine di milioni di euro - nel tentativo di pilotare più facilmente gli investimenti destinati a creare un'area turistica nella zona.
Dietro la strage si nasconderebbe quindi la volontà di fare una specie di pulizia etnica della zona, cacciando gli immigrati con cui si riteneva impossibile scendere a patti e controllare.
La strage può quindi aver rappresentato un primo atto intimidatorio verso una comunità di immigrati di circa 13.000 persone, tra regolari e non, che arrivava a contare circa il 60% degli abitanti di Castel Volturno. Una comunità in espansione, che forse oggi la camorra voleva arrestare e annullare.

## Arresti
Il 22 settembre 2008 è stato arrestato il primo sospetto, Alfonso Cesarano, pregiudicato camorrista vicino al clan dei Casalesi in detenzione domiciliare, trovato in casa dei genitori, a Baia Verde, lo stesso luogo dove è stata uccisa la prima vittima della strage, Antonio Celiento.
In una maxioperazione antimafia dei carabinieri avvenuta lo stesso mese, il clan dei Casalesi subisce un duro colpo con l'arresto di 107 persone, ritenuti elementi di spicco dell'associazione, di cui alcuni presenti nella lista dei 30 latitanti più ricercati d'Italia. Tra gli arrestati figurano Alessandro Cirillo e Oreste Spagnuolo, considerati, insieme al boss Setola, i principali coordinatori.
Il 14 gennaio 2009 viene arrestato il capo dell'ala stragista dei Casalesi, Giuseppe Setola, anch'egli nella lista dei 30, condannato in contumacia all'ergastolo e ritenuto mandante di varie stragi e omicidi, tra cui ora quella di Castel Volturno.

## Processo
Il processo per la strage di Castel Volturno è iniziato il 12 novembre 2009 presso la Corte d'assise di Santa Maria Capua Vetere, sei gli imputati: Giuseppe Setola, Davide Granato, Antonio Alluce, Alessandro Cirillo, Giovanni Letizia e Oreste Spagnuolo (quest'ultimo divenuto collaboratore di giustizia) sono accusati di strage a finalità terroristica aggravata dall'odio razziale, omicidio e tentato omicidio.

### Sentenza di primo grado
Le sentenze di primo grado sono state rilasciate in data 14 aprile 2011, i giudici hanno condannato all'ergastolo Giuseppe Setola, Davide Granato, Alessandro Cirillo (assolto per la strage) e Giovanni Letizia, mentre è stato condannato a ventitré anni di reclusione Antonio Alluce.
I giudici hanno confermato le tesi dell'accusa per quanto riguarda l'aggravante dell'odio razziale e delle finalità terroristiche, un caso senza precedenti nella storia giudiziaria della camorra.

### Sentenza di appello
Il 21 maggio 2013 la Corte d'assise d'appello di Napoli ha emesso la sentenza di appello confermando l'ergastolo per Giuseppe Setola, Davide Granato, Alessandro Cirillo e Giovanni Letizia; Antonio Alluce ha ricevuto un aumento di pena, dai 23 anni del primo grado ai 28 anni e 6 mesi. La corte ha confermato l'aggravante dell'odio razziale ma ha escluso quella di finalità terroristiche.

### Cassazione
Il 30 gennaio 2014 la Suprema Corte di Cassazione ha confermato la condanna all'ergastolo per Giuseppe Setola, Giovanni Letizia, Alessandro Cirillo e Davide Granato e la pena a 28 anni e 6 mesi di reclusione per Antonio Alluce; la corte ha riconosciuto anche l'aggravante dell'odio razziale, mentre ha escluso quella del terrorismo.
Per quanto riguarda gli aspetti civili, sono stati calcolati 200.000 euro di risarcimento ad Ayimbora, somma che andrà agli eredi vista la sua scomparsa per un aneurisma, riconosciuto un risarcimento anche ai Comuni di Castel Volturno e Casal di Principe, al centro sociale di Caserta Ex Canapificio e all'Associazione Mò Basta.

## Nella cultura di massa
- Nel 2010 il documentarista e regista esordiente Guido Lombardi ha girato Là-bas - Educazione criminale, incentrato su un giovane africano residente a Castel Volturno in bilico fra il lavorare onestamente o entrare nel mondo dello spaccio, fino all'epilogo nella strage di San Gennaro.[33][34] Il film è stato presentato alla 26ª settimana della Critica alla 68ª Mostra internazionale d'arte cinematografica di Venezia.
- L'episodio 4 della prima stagione della serie TV Gomorra, intitolato Sangue africano, è presente una strage di nigeriani, ispirata probabilmente a questo episodio di cronaca.
- Il processo per tale strage è stato trasmesso in televisione nel 2012 dal celebre programma Un giorno in pretura, in onda su Rai 3.